# Hester
Hester is een plaats in de regio South West in West-Australië.

## Geschiedenis
Landmeter John Forrest, de latere premier van West-Australië, tekende in 1866 voor het eerst de naam 'Hester Brook' op. De waterloop werd vernoemd naar Edward Godfrey Hester, in de late jaren 1850 een van de eerste kolonisten in de streek rond Bridgetown.
In 1898 opende de spoorweg tussen Donnybrook en Bridgetown met een nevenspoor ('siding') te Hester. Een jaar later werd het dorp Hester er officieel gesticht. Het nevenspoor en dorp werden naar de waterloop vernoemd.

## Beschrijving
Hester maakt deel uit van het lokale bestuursgebied (LGA) Shire of Bridgetown-Greenbushes, waarvan Bridgetown de hoofdplaats is.
In 2021 telde Hester 101 inwoners.
In 'Hester Forest' zijn verscheidene wandelpaden uitgestippeld.

## Ligging
Hester ligt nabij de South Western Highway, 255 kilometer ten zuiden van de West-Australische hoofdstad Perth, 95 kilometer ten zuidoosten van de kuststad Bunbury en 8 kilometer ten noordoosten van Bridgetown.
De spoorweg die langs Hester loopt, en deel uitmaakt van het goederenspoorwegnetwerk van Arc Infrastructure, is niet meer in gebruik.

## Klimaat
Hester kent een gematigde mediterraan klimaat, Csb volgens de klimaatclassificatie van Köppen.